# Tullus Hostilius
Tullus Hostilius  (règne de 671 av. J.-C. à 640 av. J.-C.) est le troisième roi légendaire de Rome. Il précéda Ancus Marcius.

## Histoire
Tullus Hostilius, petit-fils de la sabine Hersilie, épouse de Romulus, succéda au Sabin Numa Pompilius vers 671 av. J.-C. comme roi de Rome. Cependant, il était fondamentalement différent de son prédécesseur, qui avait fait campagne pour la paix et la prospérité.
Son règne fut marqué par la lutte de Rome contre Albe la Longue, sa métropole, qui est finalement devenue sa vassale (épisode des Horaces et des Curiaces). À la fin du règne de Tullus, Albe rebelle fut rasée, et ses habitants déportés à Rome. Ce roi guerrier battit également les Véiens et les Fidénates, et agrandit la ville par l'incorporation du Caelius.
Tullus s'étant querellé avec les dieux à la suite d'une inexactitude dans le rituel de sacrifice, Jupiter jeta la foudre sur son palais.
Selon une autre tradition, il aurait été tué par Ancus Marcius.
À sa mort, selon la tradition, on nomma d'abord un interroi, puis le peuple élut comme souverain Ancus Marcius (640 av. J.-C.), petit-fils du roi Numa Pompilius par sa mère, selon Tite-Live (et petit-fils de Numa Marcius, premier pontife désigné par Numa).
La tradition rapportée par Varron attribue la construction de la Curie Hostilia au troisième roi de Rome Tullus Hostilius, après la destruction d'Albe-la-Longue et l'entrée au Sénat des grandes familles d'Albe.

## Interprétations
Le comparatiste Georges Dumézil a montré que le règne de Tullus Hostilius, comme celui des quatre premiers rois de Rome, s'inscrit dans un cadre légendaire et transpose, avec notamment la victoire du troisième Horace sur le trio des Curiaces, la carrière du dieu guerrier Indra et la victoire du héros Trita « troisième » sur le démon triple dans la mythologie védique indienne. Ainsi, il établit une association entre Tullus Hostilus et Indra, représentant la fonction guerrière, l'un nommant trois champions, les Horaces, l'autre aidé de trois héros, les Aptya. Les deux terrassent un adversaire divisé en trois, à savoir la fratrie Curiace et le Tricéphale fils de Tvashtri.

## Évocations artistiques

### Théâtre
- Horace de Pierre Corneille